# João do Egito
João do Egito foi um eremita cristão no deserto da Tebaida, no Egito. O Santo também é conhecido como João, o Eremita, João de Licópolis, João, o Anacorita e João o Clarividente.  É chamado de o "Profeta do Egito".

## Vida

### Início da vida religiosa
Nasceu por volta do ano 305 no Egito. De família pobre, trabalhou como carpinteiro até os 25 anos quando ele abandonou o mundo para buscar Deus no deserto através da oração e ascese. Colocou-se sob a orientação e direção de um santo anacoreta mais velho e dele tomou aconselhamento e aprendeu a auto-entrega, agindo com uma humildade e simplicidade tão extraordinárias que impressionaram o venerável ancião. O velho eremita a fim de o habituar à obediência, mandou o jovem regar um galho seco fincado no chão por um ano. Além disso, pediu-lhe também que movesse um enorme rochedo e fizesse várias outras coisas aparentemente ridículas, tudo o que João executou com a maior fidelidade e solicitude. À humildade e pronta obediência do santo, São João Cassiano atribui os dons extraordinários que depois recebeu de Deus. São João do Egito viveu cerca de doze anos com o santo eremita, até a morte desse.

### Vida eremítica
Depois da morte do ancião, São João viajou e visitou diferentes mosteiros por quatro ou cinco anos, refugiando-se por fim numa montanha na região de Licópolis, com cerca de 40 anos. Ali carvou da rocha três pequenas celas que se comunicavam entre si, de forma que usava uma para dormir, outra para as refeições e trabalho e a última para orações. Então, trancando-se dentro da rocha, deixou uma pequena janela através da qual podia falar com as pessoas e receber comida e água que pudessem trazer.
João passava cinco dias por semana conversando a sós com Deus e no sábado e domingo conversava com pessoas que buscavam orientação e conselho, seja para seu conforto ou edificação espiritual. Muitas pessoas se reuniam nesses dois dias para ouvi-lo, de forma que outros ascetas e eremitas o viam como um exemplo e um pai, no entanto, João tinha uma rígida regra que o impedia de ver mulheres, em particular, para evitar a tentação. 
Ele só comia após o pôr do sol, e ainda com moderação, sua dieta era composta principalmente de frutas secas e vegetais, de forma que nunca se alimentava com qualquer coisa que tenha sido temperada pelo fogo, nem mesmo pão. Dessa maneira ele viveu do quadragésimo ao nonagésimo ano de sua idade. Para receber aqueles que vinham de lugares remotos, ele permitiu que uma espécie de hospital fosse construído perto de sua cela ou gruta, onde alguns de seus discípulos cuidavam dos viajantes.

### João, o Profeta do Egito e as predissões a Teodósio I
São João recebeu o dom da profecia e de conhecer detalhes da vida de pessoas que ele nunca conheceu, podendo discernir o que estava escondido no coração das pessoas, assim, foi ilustre pelos milagres, com o poder de revelar aos que vinham vê-lo seus pensamentos mais secretos e pecados mais ocultos. E tal era a fama de suas previsões e o brilho dos milagres que ele operou nos enfermos, ao enviar-lhes um pouco de óleo que ele havia abençoado, que atraiu-se grande admiração sobre ele.
Assim, por volta do ano de 388, Teodósio, o Grande, então imperador, foi atacado pelo usurpador Magno Máximo, o qual se tornou formidável após ter matado o imperador Graciano em 383 e expulsado o imperador Valentiniano II de Mediolano em 387. O piedoso imperador, achando seu exército muito inferior ao de seu adversário, fez com que o servo de Deus João fosse consultado sobre o sucesso da guerra contra Máximo. O Santo o predisse que ele deveria ser vitorioso quase sem  sangue. Teodósio, então, confiante na previsão, marchou para o oeste, derrotou os exércitos mais numerosos de Máximo duas vezes na Panônia, atravessou os Alpes, tomou o tirano em Aquileia e permitiu que seus soldados cortassem sua cabeça. Ele voltou triunfante a Constantinopla e atribuiu suas vitórias às orações de São João, o qual também previu os eventos de suas outras guerras, as incursões dos bárbaros e tudo o que aconteceria ao seu império. 
Quatro anos depois, em 392, Eugênio, com a ajuda de Arbogasto, que havia assassinado o imperador Valentiniano II, usurpou o império do Ocidente. Teodósio enviou Eutrópio, o Eunuco, ao Egito, com instruções para trazer São João com ele para Constantinopla, se fosse possível, mas se ele não pudesse convencê-lo a empreender a jornada, deveria consultar se era da vontade de Deus que ele marchasse contra Eugênio ou esperasse sua chegada ao Oriente. O homem de Deus dispensou a viagem à corte, no entanto garantiu a Eutrópio que seu príncipe seria vitorioso, mas não sem perdas e sangue, assim como que morreria na Itália e deixaria o império do Ocidente para seu filho; tudo isso vindo a acontecer de acordo – Teodósio marchou contra Eugênio e, no primeiro confronto, perdeu dez mil homens e quase foi derrotado. Teodósio morreu no Ocidente, em 17 de janeiro de 395, deixando seus dois filhos imperadores, Arcádio no Oriente e Honório no Ocidente

### A apararição no sonho da mulher
Sendo seu costume inviolável de nunca admitir nenhuma mulher para falar com ele, isso deu ocasião a um incidente notável relatado por Santo Agostinho em seu O cuidado devido aos mortos. Agostinho relata que, certa vez, esse monge João soube que uma mulher muito piedosa desejava vê-lo. Então, através de seu marido, ela insistiu em marcar uma entrevista, mas ele recusou, como costumava a fazer quando se tratava de mulheres. Contudo, disse ao marido: "Ide e dize à tua esposa que ela me verá esta noite durante o sono". E, de fato, ela o viu dando-lhe conselhos convenientes a uma mulher cristã casada. Quando acordou, essa mulher contou tudo a seu marido, que conhecera pessoalmente esse homem de Deus e o reconheceu tal como ela o descreveu. O casal, então, revelou esse fato a um senhor que me comunicou, senhor esse sério, nobre e digno de fé.
Além disso, São Agostinho relata esta história que recebeu de um nobre de grande integridade e crédito e acrescenta que, se ele tivesse visto São João, ele teria o perguntado se ele apareceu para esta mulher a partir dele mesmo ou se era um anjo em sua forma ou se a visão apenas de forma vísual, em sua mente. Além disso, também é dito pelos hagiografos que João curou a esposa do senador da cegueira com um pouco do óleo que ele havia abençoado e depois apareceu para ela em uma visão para evitar vê-la pessoalmente. 

### A visita de Paládio da Galácia
No ano de 394, pouco antes da morte do santo, esse foi visitado por Paládio, que viria a se tornar bispo de Helenópolis e que é um dos autores de sua Hagiografia. 
Vários anacoretas dos desertos de Nitria, dentre eles Evágrio, tinham um grande desejo de conhecer o santo e Paládio, sendo jovem e um dentre esses, partiu primeiro em julho, quando a cheia do Nilo estava alta. Ao chegar à montanha, esperou até sábado, às oito horas, para falar com o santo. Ao entrar na varanda viu João em sua janela dando conselhos aos que o solicitavam. Através de um intérprete, perguntou sobre ele e se não era da companhia ou mosteiro de Evágrio. Ao que Paládio respondeu que era. Nesse meio-tempo chegou apressado Alípio, governador da província. O santo, com a chegada daquele, interrompeu o discurso com Paládio, que se retirou para dar lugar ao governador conversar com o santo. A conversa deles foi muito longa e Paládio murmurou consigo mesmo contra o venerável ancião. Ele estava indo embora quando o santo, conhecendo seus pensamentos secretos, enviou Teodoro, seu intérprete, a ele, dizendo: “Vá, diga a esse irmão que não seja impaciente: vou dispensar o governador e depois falarei com ele." Paládio, surpreso que seus pensamentos fossem conhecidos por ele, esperou com paciência. Assim que Alípio se foi, São João chamou o jovem anacoreta e disse-lhe: “Por que você estava com raiva, imputando a mim em sua mente o que eu não era culpado? Ele então contou a Paládio o que se passava em seu coração e suas tentações secretas, que eram representadas pelo diabo. O homem santo ordenou que ele desprezasse tais sugestões, presdizendo ainda que Paládio enfrentaria grandes perseguições e sofrimentos e que seria bispo, mas com muitas aflições – tudo isso foi o que aconteceu, embora naquela época parecesse extremamente improvável.

### A visita de Petrônio
No mesmo ano de 394, São Petrônio, com outros seis monges, fez uma longa viagem para visitar São João. Ele perguntou-lhes se algum deles estava em ordens sagradas. Eles disseram que não. Um deles, porém, o mais jovem da companhia, era diácono e, embora isso fosse desconhecido para o resto, o santo, por instinto divino, sabia dessa circunstância, além de que o diácono havia ocultado suas ordens por uma falsa humildade. Portanto, apontando para ele, disse: “Este homem é diácono”. O outro negou, sob a falsa persuasão de que mentir com vistas à própria humilhação não seria pecado. São João tomou-o pela mão e, beijando-a, disse-lhe: “Meu filho, cuida para nunca negares a graça que recebeste de Deus, para que a humildade não te traia em mentira. Nunca devemos mentir, sob qualquer pretensão de bem, porque nenhuma inverdade pode vir de Deus.” O diácono recebeu esta repreensão com grande respeito. 
Depois de orarem juntos, voltaram para seus alojamentos, onde, por ordem dele, foram tratados com toda a devida civilidade e cordial hospitalidade. Quando voltaram a ele, ele os recebeu com alegria em seu semblante, o que evidenciava a interior alegria espiritual de sua alma, e pediu que eles se sentassem. Perguntou de onde eles vieram, para o que eles responderam Jerusalém. Ele então fez um longo discurso, no qual primeiro se esforçou para mostrar sua própria baixeza; após o que ele explicou os meios pelos quais o orgulho e a vaidade devem ser banidos do coração e todas as virtudes devem ser adquiridas. O bem-aventurado João entreteve Petrônio e sua companhia por três dias. Alguns dias depois de deixá-lo para voltar para casa, eles foram informados de que ele morrido. 

### Morte
De acordo com Butler, João orava incessantemente e, prevendo sua própria morte, ele pediu que ninguém o visitasse por três dias e trancou sua janela, de forma a passar esse tempo sem comer, beber ou ter qualquer interação além da orar. Assim, morreu pacificamente e seu corpo foi encontrado em posição de oração. Ele era conhecido e admirado pelos grandes santos de seu tempo, incluindo Santo Agostinho e São Jerônimo. A cela em que ele vivia foi descoberta no início de 1900. Viveu ali 40 anos, abençoando o povo que ia à sua procura. São João morreu por volta do ano 394, com 89 anos de idade. 